# Kerry Gauthier
Kerry Gauthier (sinh ngày 6 tháng 11 năm 1955) là một chính khách người Mỹ, từng phục vụ tại Hạ viện Minnesota từ năm 2011 đến 2013, đại diện cho các phần của Quận St. Louis. Là một đảng viên Dân chủ, ông từng làm Thủ quỹ cho Đảng Lao động-Nông dân-Dân chủ Minnesota từ năm 2005 đến 2006, và Chủ tịch Dân chủ của Khu vực Quốc hội khóa 8 của bang từ năm 2000 đến 2006. Đáng chú ý ông là ủy viên cho Hội đồng Thành phố Duluth và cố vấn chiến dịch, đáng chú ý cho Becky Lourey trong bầu cử thống đốc bang Minnesota năm 2006. Ông đã nghỉ hưu vào năm 2013 sau một vụ bê bối tình dục.

## Đời tư
Gauthier là một trong bốn chính khách đồng tính công khai phục vụ trong Cơ quan lập pháp Minnesota trong nhiệm kỳ của mình.
Vào ngày 15 tháng 8 năm 2012, Gauthier bị lôi kéo vào một vụ bê bối tình dục sau khi liên lạc với một nam thanh niên 17 tuổi tại khu nghỉ mát đồi Hill điểm dừng gần Duluth. Độ tuổi đồng ý là 16 theo luật của bang Minnesota và Gauthier không phải đối mặt với bất kỳ hành vi sai trái hình sự nào. Tuy nhiên, trước những tranh cãi của giới truyền thông và sự gần gũi với Sửa đổi 1 của Minnesota, các nhà lãnh đạo lập pháp kêu gọi ông phải từ bỏ. Gauthier sau đó đã rút khỏi bầu cử năm 2012 nói rằng: "Tôi là một người tốt hơn so với sự kiện này miêu tả tôi." Tuyên bố công khai cuối cùng của ông đã thảo luận đấu tranh để đi đến thỏa thuận với tình dục của mình. Tòa án Tối cao Minnesota đã cấp phép cho Đảng Nông dân-Nông dân Dân chủ thay thế tên ông trong lá phiếu bầu cử tổng quát. Ông đã thành công bởi lính cứu hỏa Duluth và nhà hoạt động lao động Erik Simonson.